# ۱۰۹۵ (قمری)
۱۰۹۵ (قمری)، هزار و نود و پنجمین سال در گاهشماری هجری قمری است. اول محرم این سال برابر با بیستم دسامبر سال ۱۶۸۳ میلادی است.

## وابسته
- قطب‌الدین شریف لاهیجی